# Powiat wrzesiński
Powiat wrzesiński – powiat w Polsce (województwo wielkopolskie), reaktywowany w 1999 roku w ramach reformy administracyjnej. Jego siedzibą jest miasto Września.
Według danych z 31 grudnia 2021 roku powiat zamieszkiwały 77 839 osoby. Natomiast według danych z 30 czerwca 2020 roku powiat zamieszkiwało 78 089 osób.

## Podział administracyjny
W skład powiatu wchodzą:
- gminy miejsko-wiejskie: Miłosław, Nekla, Pyzdry, Września
- gmina wiejska: Kołaczkowo
- miasta: Miłosław, Nekla, Pyzdry, Września

### Od średniowiecza do 1818

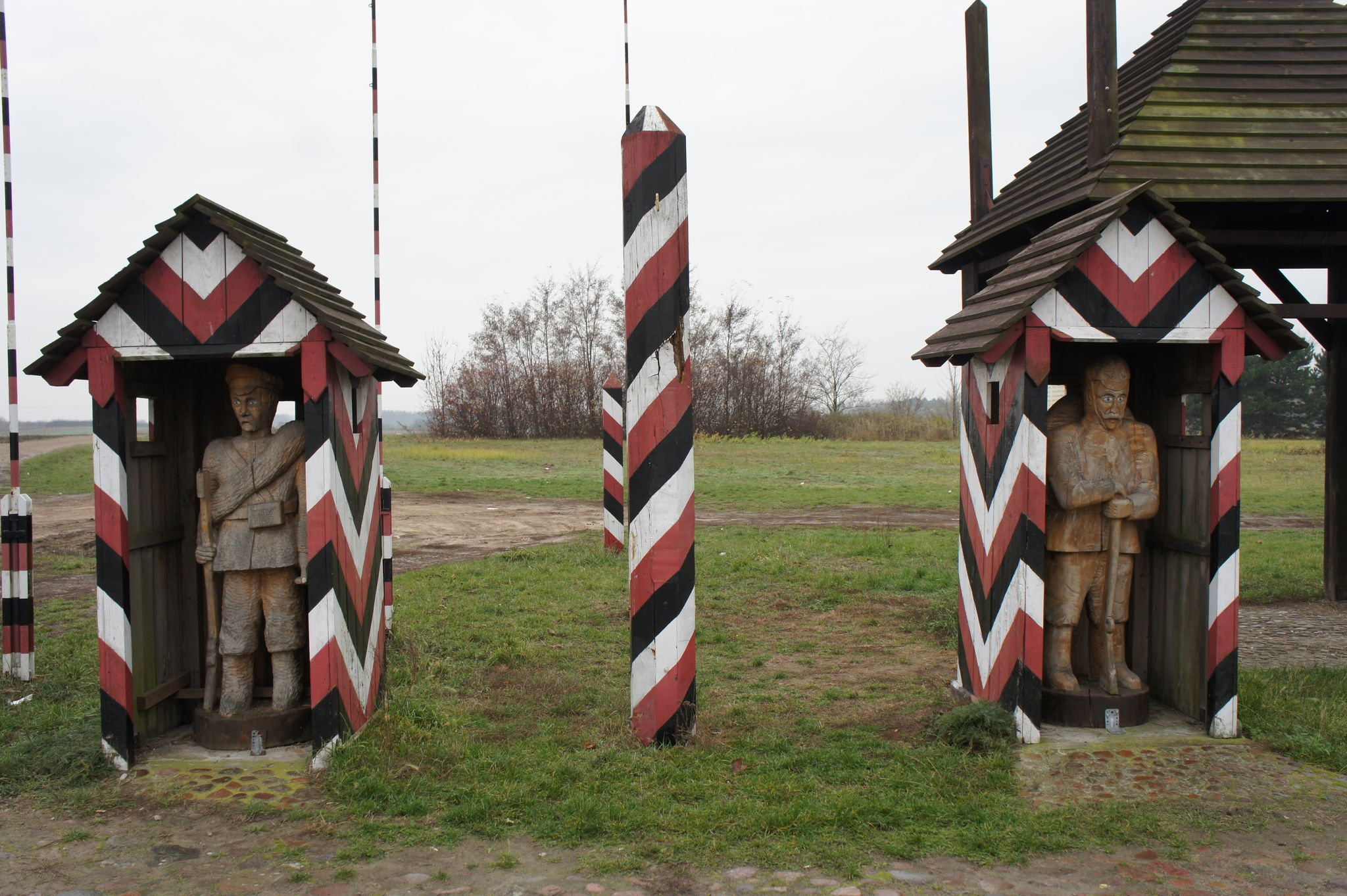
Zrekonstruowane przejście graniczne w Borzykowie

## Historia

### 1818–1919
Powiat wrzesiński został utworzony w 1818 przez zaborcze władze pruskie, po czym istniał bez przerwy przez 157 lat, do 1975. W okresie tym obszar powiatu wrzesińskiego wielokrotnie i znacznie się zmieniał. W latach 1818–1918 powiat wrzesiński leżał przy zachodniej granicy Królestwa Polskiego, a w latach 1918–1919 przy zachodniej granicy Rzeczypospolitej Polskiej; we Wrześni działał okręgowy urząd celny. Od 1902 we Wrześni znajdował się także garnizon 3 batalionu 46 pułku piechoty pruskiej.

### 1919–1939
Po odzyskaniu niepodległości powiat wrzesiński graniczył od północy z powiatami gnieźnieńskim i witkowskim (powołanym w miejsce powidzkiego), od wschodu z powiatem słupeckim (a po jego likwidacji w 1932 roku, z konińskim), od południa z powiatem jarocińskim i od zachodu z powiatem średzkim. Pierwszym polskim starostą wrzesińskim w II Rzeczypospolitej został Franciszek Czapski. Do 1932 starostą był Bronisław Chodakowski, a jego następcą został Leon Gallas, sprawujący urząd do 1934. Organem powiatowego samorządu był wstępnie sejmik powiatowy, a od 1934 roku rada powiatowa.
W 1927 roku zlikwidowano powiat witkowski a z jego terytorium 46 km² powierzchni włączono do powiatu wrzesińskiego, przez co obszar powiatu wzrósł do 608 km². W 1934 roku do powiatu wrzesińskiego przyłączono rejon Zberek z powiatu średzkiego.
1 sierpnia 1934 roku na obszarze byłego zaboru pruskiego przeprowadzono reformę administracyjną polegającą na komasacji dotychczasowych gmin jednostkowych (jednowioskowych) i obszarów dworskich w większe gminy zbiorowe (wielowioskowe). Tak więc w powiecie wrzesińskim z dotychczasowych 79 gmin utworzono 5 gmin (ponadto istniały dwie gminy miejskie – Września i Miłosław):
- gminę Borzykowo – z dotychczasowych gmin Bieganowo, Borzykowo, Budziłowo, Cieśle Małe, Cieśle Wielkie, Gałęzewice, Gorazdowo, Grabowo Królewskie, Kołaczkowo, Krzywagóra, Łagiewki, Sokolniki, Sokolniki-Kolonja, Spławie, Szamarzewo, Wszembórz i Zieliniec oraz obszarów dworskich
- gminę Miłosław – z dotychczasowych gmin Białepiątkowo, Biechowo, Biechówko, Chlebowo, Czeszewo, Gorzyce, Książno, Lipie, Mikuszewo, Nowawieś Podgórna, Orzechowo, Pałczyn, Rudki, Skotniki, Szczodrzejewo i Zajezierze oraz obszarów dworskich
- gminę Strzałkowo – z dotychczasowych gmin Babin, Brudzewo, Chwałkowice, Gonice, Goniczki, Graboszewo, Janowo, Katarzynowo, Kokczyn, Kornaty, Łężec, Młodziejewice, Ostrowo Kościelne, Pospólno, Skarboszewo, Strzałkowo i Szemborowo oraz obszarów dworskich
- gminę Września-Południe – z dotychczasowych gmin Bardo, Bierzglin, Bierzglinek, Gozdowo, Kaczanowo, Nowawieś Królewska, Obłaczkowo, Otoczna, Podwęgierki, Sołeczno i Węgierki oraz obszarów dworskich
- gminę Września-Północ – z dotychczasowych gmin Barczyzna, Chociczka, Grzybowo, Chrzanowice, Gutowo Małe, Marzenin, Mystki, Noskowo, Pakszynek, Psary Małe, Psary Polskie, Psary Wielkie, Sędziwojewo, Słomowo, Sobiesiernie, Sokołowo, Stanisławowo i Strzyżewo Czerniejewskie oraz obszarów dworskich

W 1939 roku przeprowadzono wymianę terytoriów z powiatem gnieźnieńskim w rejonie Barczyzny, co spowodowało utratę niecałych 5 km² powierzchni przez powiat wrzesiński.

### 1939–1954
W czasie okupacji hitlerowskiej (1939–1945) powiat wrzesiński wszedł w struktury administracyjne III Rzeszy. Zachowano wówczas przedwojenne granice oraz podział administracyjny powiatu, jednak obowiązywały zgermanizowane toponimy.
Po wkroczeniu wojsk radzieckich w styczniu 1945 roku, w powiecie wrzesińskim zawiązała się tzw. Tymczasowa Rada Narodowa, która stanowiła terenowe przedłużenie Krajowej Rady Narodowej. W latach 1945–1950 struktura władz powiatowych była oparta na zmodyfikowanym ustawodawstwie przedwojennym oraz na dekrecie KRN z 1944 roku.
Na skutek reformy administracyjnej PRL w 1950 roku, dotychczasowe Starostwo Powiatowe zostało zastąpione przez Powiatową Radę Narodową z Prezydium PPRN (z przewodniczącym na czele) jako organem wykonawczym. Do 1954 roku rady narodowe nie były owocem wyborów; ich skład stanowiły osoby delegowane przez partie polityczne i organizacje społeczne.
Tuż po wojnie (podobnie jak przed wojną) powiat wrzesiński w województwie poznańskim składał się z 2 miast 5 gmin na obszarze 608 km². 1 lipca 1948 roku do powiatu wrzesińskiego przyłączono miasto Pyzdry oraz gminy Ciążeń i Dłusk. Tak więc według stanu z 1 lipca 1952 roku powiat wrzesiński składał się z 3 miast, 7 gmin i 99 gromad (liczba gromad w nawiasach):
- miasta Miłosław, Pyzdry i Września
- gminy Borzykowo (14), Ciążeń (12), Dłusk (16), Miłosław (14), Strzałkowo (15), Września-Południe (14) i Września-Północ (14)

### 1954–1972
29 września 1954 zlikwidowano gminy a na ich miejsce wprowadzono gromady jako podstawowe jednostki podziału administracyjnego kraju. Obszar powiatu wrzesińskiego podzielono na 3 miasta i 23 gromady:
- miasta Miłosław, Pyzdry i Września
- gromady Brudzewo, Chwalibogowo, Ciążeń, Ciemierów Kolonia, Gozdowo, Graboszewo, Grzybowo, Kąty, Kaczanowo, Kołaczkowo, Marzenin, Mikuszewo, Miłosław, Orzechowo, Ostrowo Kościelne, Psary Polskie, Rataje, Skotniki, Sokolniki, Strzałkowo, Węgierki, Wrąbczynkowskie Holendry i Wszembórz

1 stycznia 1956 roku w województwie poznańskim reaktywowano powiat słupecki, co sprawiło, że 6 gromad z powiatu wrzesińskiego weszło w jego skład; równocześnie do powiatu wrzesińskiego przyłączono 3 gromady, które wyłączono z powiatu średzkiego:
- gromady do powiatu słupeckiego: Brudzewo[16], Ciążeń, Graboszewo[17], Kąty[18], Ostrowo Kościelne[16] i Strzałkowo
- gromady z powiatu średzkiego: Nekla, Podstolice i Targowagórka

1 stycznia 1960 roku w powiecie wrzesińskim zniesiono 8 gromad a utworzono 3 nowe:
- ze zniesionych gromad Gozdowo i Kaczanowo utworzono nową gromadę Września Południe (siedziba we Wrześni)
- ze zniesionych gromad Marzenin i Psary Polskie utworzono nową gromadę Września Północ (siedziba we Wrześni)
- ze zniesionych gromad Kołaczkowo i Wszembórz utworzono nową gromadę Borzykowo
- zniesioną gromadę Podstolice włączono do gromady Nekla
- zniesioną gromadę Skotniki włączono do gromady Miłosław

W 1961 roku zniesiono gromadę Targowa Górka a jej obszar włączono do gromady Nekla. 1 stycznia 1962 roku zniesiono gromady Rataje i Wrąbczynkowskie Holendry a z ich obszarów utworzono nową gromadę Pyzdry; równocześnie zniesioną gromadę Chwalibogowo włączono do gromady Września Południe.
1 stycznia 1972 roku zniesiono kolejne 6 gromad:
- zniesioną gromadę Ciemierów Kolonia włączono do gromady Pyzdry
- zniesione gromady Grzybowo i Węgierki włączono do gromady Września Południe
- zniesione gromady Mikuszewo i Orzechowo włączono do gromady Miłosław
- zniesioną gromadę Sokolniki włączono do gromady Borzykowo

### 1973–1975
Tak więc z końcem 1972 roku powiat wrzesiński składał się z 3 miast i już tylko 6 gromad: Borzykowo, Miłosław, Nekla, Pyzdry, Września Południe i Września Północ, a więc podział administracyjny powiat powoli upodabniał się do zbliżającej się reformy 1 stycznia 1973 roku, kiedy to zniesiono gromady i osiedla a w ich miejsce reaktywowano gminy. Powiat wrzesiński podzielono na 3 miasta i 5 gmin:
- miasta Miłosław, Pyzdry i Września
- gminy Kołaczkowo[21], Miłosław, Nekla, Pyzdry i Września[22]

### 1975–1998
Po reformie administracyjnej obowiązującej od 1 czerwca 1975 roku główną część terytorium zniesionego powiatu wrzesińskiego włączono do nowego (mniejszego) województwa poznańskiego; jedynie miasto i gmina Pyzdry znalazły się w nowym województwie konińskim.
1 sierpnia 1977 roku z gminy Września wyłączono części obszaru sołectw Przyborki, Psary Polskie, Bierzglinek i Obłaczkowo i włączone je do Wrześni, natomiast z Wrześni wyłączono obszar o powierzchni 74,37 ha, który włączono do gminy Września. 1 stycznia 1988 roku z gminy Września wyłączono wieś Pakszynek i włączono ją do gminy Czerniejewo. 1 lutego 1991 roku miasto i gminę wiejską Września połączono we wspólną gminę miejsko-wiejską Września. 1 stycznia 1992 roku identycznej fuzji uległy jednoimienne miasta oraz gminy wiejskie Miłosław i Pyzdry. 1 lipca 1994 roku do gminy Miłosław przyłączono część wsi Winna Góra z gminy Środa Wielkopolska.

### od 1999
Wraz z reformą administracyjną z 1999 roku przywrócono w nowym województwie wielkopolskim powiat wrzesiński o identycznych granicach co z początku 1975 roku.
1 stycznia 2000 roku prawa miejskie (utracone w 1793 roku) odzyskała Nekla, co sprawiło, że gminę wiejską Nekla przekształcono w gminę miejsko-wiejską.

## Demografia

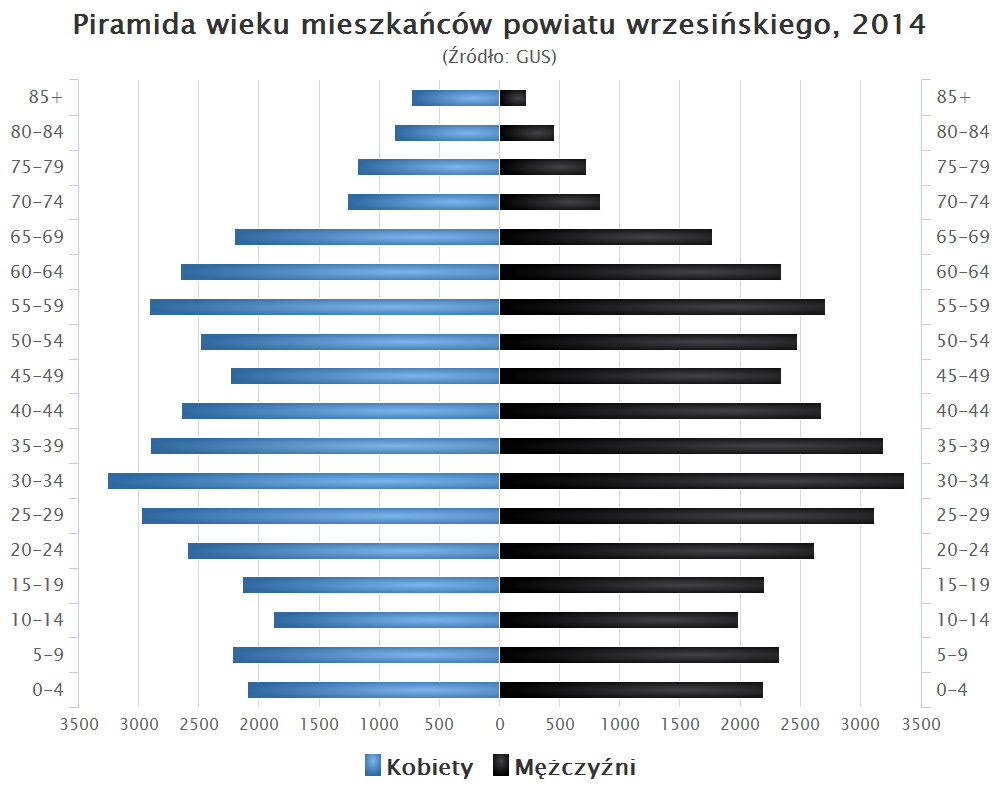
Piramida wieku mieszkańców powiatu wrzesińskiego w 2014 roku

Liczba ludności (dane z 30 czerwca 2005):
|        | Ogółem | Ogółem | Kobiety | Kobiety | Mężczyźni | Mężczyźni |
| osób   | %      | osób   | %       | osób    | %         |           |
| ------ | ------ | ------ | ------- | ------- | --------- | --------- |
| Ogółem | 73 658 | 100    | 37 633  | 51,09   | 36 025    | 48,91     |
| Miasto | 38 554 | 52,34  | 19 973  | 27,12   | 18 581    | 25,23     |
| Wieś   | 35 104 | 47,66  | 17 660  | 23,98   | 17 444    | 23,68     |

▶Wieś vs ▶miasto
Ogółem (▶k, ▶m)
Miasto (▶k, ▶m)
Wieś (▶k, ▶m)

## Gospodarka
W końcu września 2019 liczba zarejestrowanych bezrobotnych w powiecie wrzesińskim obejmowała ok. 1,1 tys. mieszkańców, co stanowi stopę bezrobocia na poziomie 3,1% do aktywnych zawodowo.

## Współpraca międzynarodowa
Powiaty partnerskie:
- Powiat Wolfenbüttel, Niemcy (umowa o współpracy z 2001)[33]
- Rejon smolewicki Białoruś (umowa o współpracy z 2003)[34]

## Zabytki

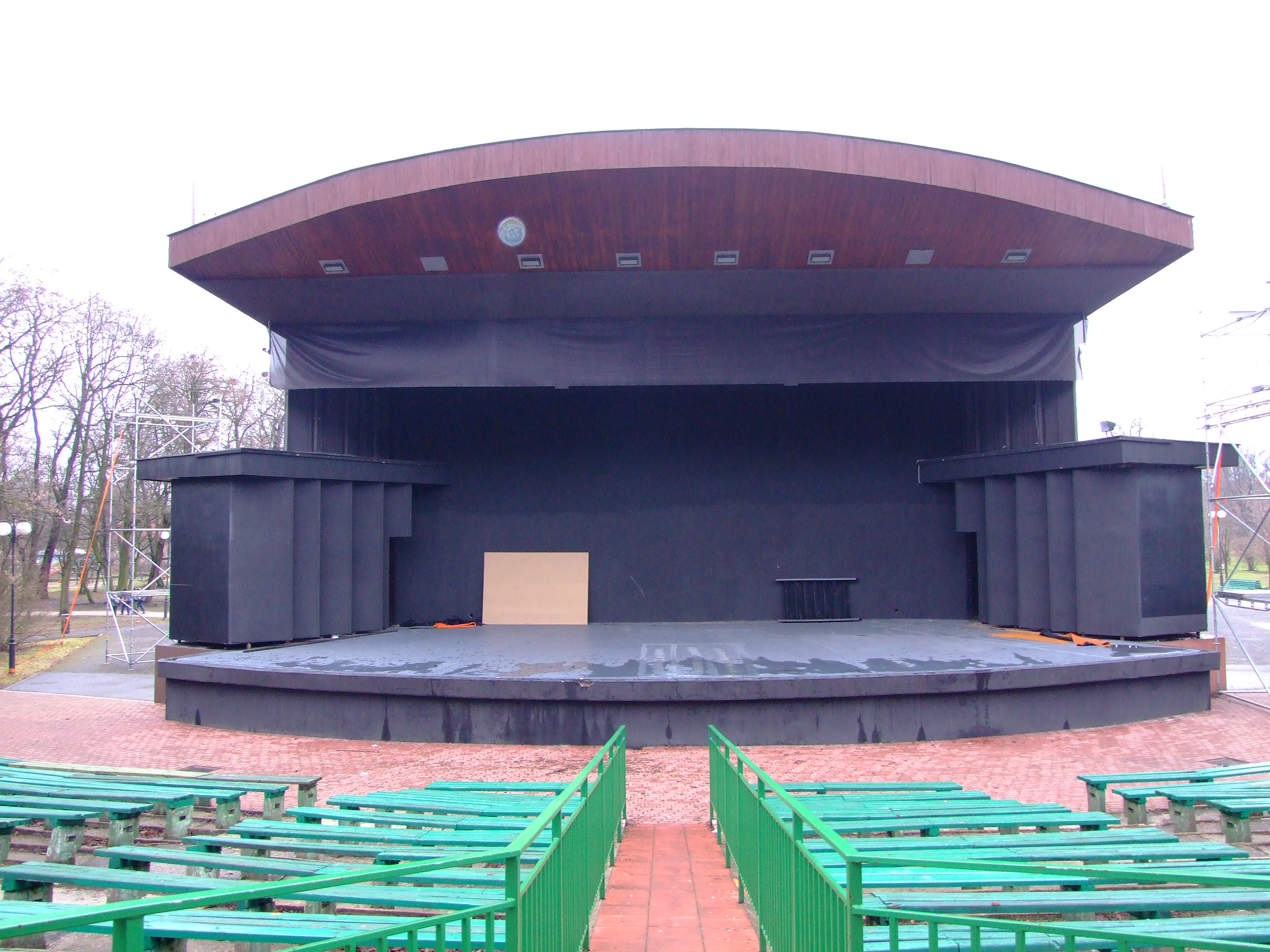
Amfiteatr Anny Jantar we Wrześni

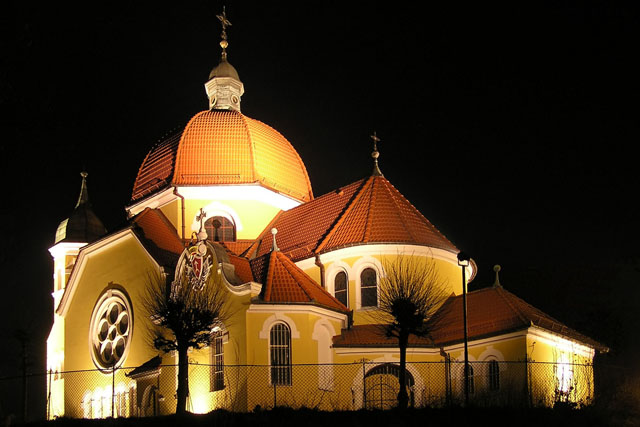
Kościół w Nekli nocą

Na terenie powiatu wrzesińskiego znajduje się 99 obiektów zabytkowych:
- 14 na terenie gminy Kołaczkowo
- 19 na terenie gminy Miłosław
- 10 na terenie gminy Nekla
- 12 na terenie gminy Pyzdry
- 44 na terenie gminy Września

## Muzea
Na terenie powiatu wrzesińskiego znajdują się 2 muzea regionalne, 1 oddział muzeum archeologicznego i 2 izby pamięci:
- Muzeum Regionalne w Pyzdrach
- Muzeum Regionalne im. Dzieci Wrzesińskich we Wrześni
- Muzeum Pierwszych Piastów na Lednicy, Oddział Rezerwat Archeologiczny – Gród w Grzybowie
- Izba Pamięci Władysława Reymonta w Kołaczkowie
- Regionalna Izba Spółdzielczości Bankowej w Kołaczkowie

## Sąsiednie powiaty
- pleszewski
- jarociński
- średzki
- poznański
- gnieźnieński
- słupecki